# Ossaea loligomorpha
Ossaea loligomorpha är en tvåhjärtbladig växtart som beskrevs av Renato Goldenberg och Reginato. Ossaea loligomorpha ingår i släktet Ossaea och familjen Melastomataceae. Inga underarter finns listade i Catalogue of Life.